# نووه سدلو (ناحیه لوونی)
نووه سدلو (ناحیه لوونی) (به چکی: Nové Sedlo) یک منطقهٔ مسکونی در جمهوری چک است که در ناحیه لوونی واقع شده‌است. نووه سدلو ۵۶۴ نفر جمعیت دارد.